# Алтай Байиндир
Алтай Байиндир (тур. Altay Bayındır, нар. 14 квітня 1998, Османгазі, Бурса) — турецький футболіст, воротар англійського клубу «Манчестер Юнайтед» та збірної Туреччини.

## Клубна кар'єра
Народився 14 квітня 1998 року в районі Османгазі міста Бурса. Там же і розпочав займатись футболом в місцевому клубі «Бурсаспор». З 2011 року грав у молодіжних командах кількох аматорських клубів, а 2013 року опинився в столичному «Анкарагюджю». У лютому 2015 року він підписав з клубом свій перший професійний контракт.
Дебютував у основній команді 24 квітня 2016 року в матчі Другої ліги, третього дивізіону проти «Амеда» (1:2). У команді був запасним воротарем, вигравши з клубом Другу лігу у 2017 році, а у 2018 році посів з командою 2 місце у Першій лізі і вийшов до Суперліги. 30 листопада 2018 року Байиндир дебютував у вищому турецькому дивізіоні в матчі з «Чайкур Різеспором» (1:1) і загалом у тому сезоні взяв участь у 17 іграх чемпіонату і допоміг команді врятуватись від вильоту.
8 липня 2019 року Алтай перейшов у «Фенербахче», підписавши 4-річний контракт, де швидко став основним воротарем. Станом на 28 травня 2020 року відіграв за стамбульську команду 25 матчів у національному чемпіонаті.
28 січня 2024 року дебютував за «Манчестер Юнайтед» в матчі четвертого раунду Кубка Англії проти «Ньюпорт Каунті».

## Виступи за збірні
Залучався до складу юнацьких збірних Туреччини, зігравши по одній грі за команди до 17 та 19 років, а з командою до 20 років став бронзовим призером Турніру в Тулоні.
З 2018 року залучався до складу молодіжної збірної Туреччини. На молодіжному рівні зіграв у 8 офіційних матчах.

## Титули і досягнення
- Володар Кубка Туреччини (1):

«Фенербахче»: 2022-23